# مقاطعة فرانكلين (ميزوري)
مقاطعة فرانكلين (بالإنجليزية: Franklin County)‏ هي إحدى المقاطعات في ولاية ميزوري في الولايات المتحدة الأمريكية.

## أعلام
- جيمس أف. هينكل
- فيبي هارست